# Elmira Alembekova

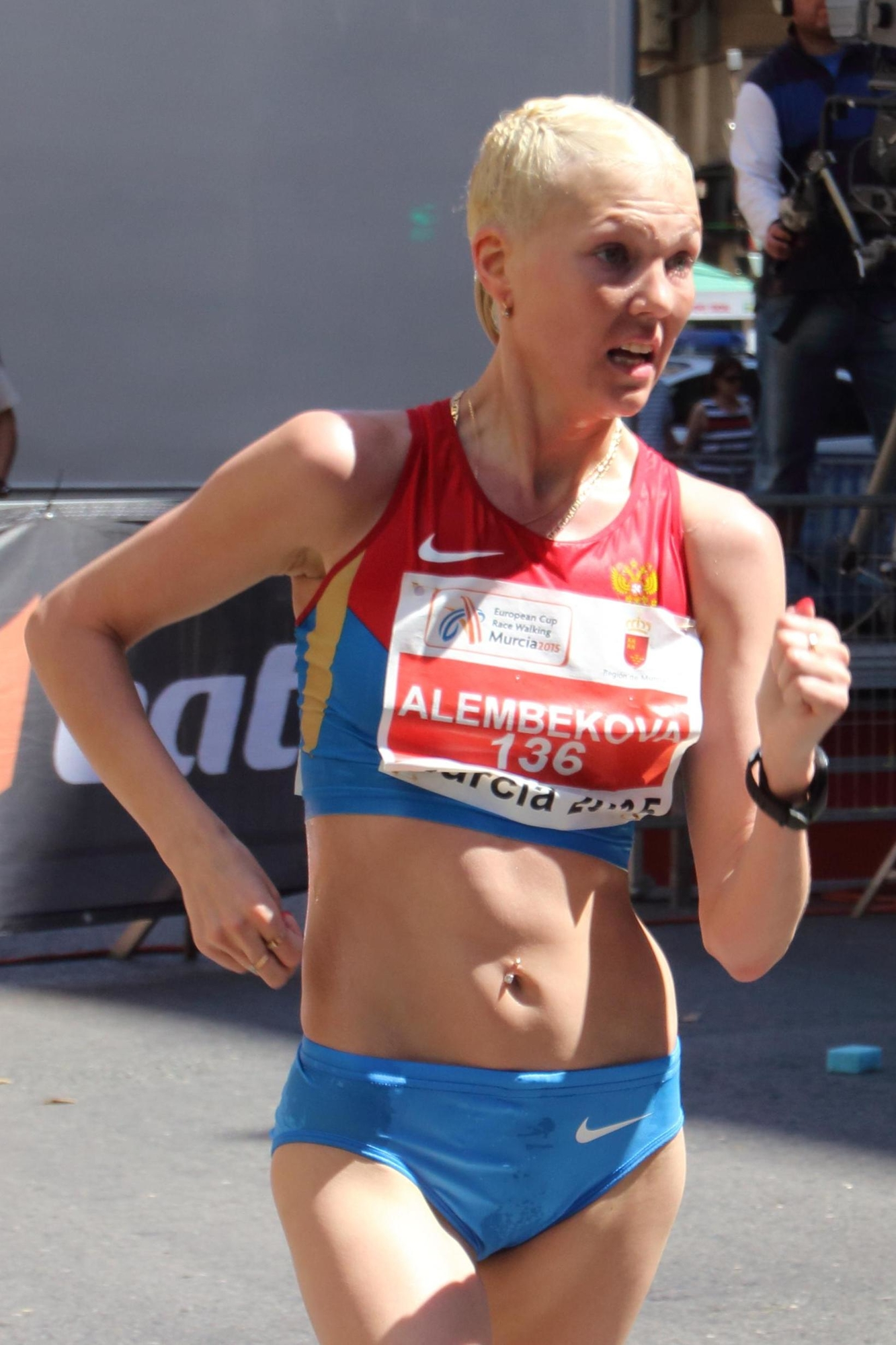
Elmira Alembekova en la Copa de Europa de Marcha Atlética de 2015 celebrada en Murcia, España.

Elmira Alembekova (del ruso: Эльмира Шамильевна Алембекова), Saransk, 30 de junio de 1990 es una atleta rusa especializada en marcha atlética.
Plata tanto en el Campeonato Mundial Juvenil de Atletismo de 2005 como en el Campeonato Mundial Junior de Atletismo de 2008, la atleta posee también dos bronces en sendas Copas del Mundo de Marcha Atlética, en 2008 y 2014. Participó también en la de 2012 pero no terminó la prueba.
Alembekova es la actual campeona de Europa de marcha atlética, título conseguido durante el Campeonato Europeo de Atletismo de 2014 celebrado en Zúrich.
El 29 de agosto de 2015 contrajo matrimonio con el también marchador Aleksandr Ivanov, campeón del mundo en Moscú 2013.

## Mejores marcas personales
| Mejores marcas personales | Mejores marcas personales | Mejores marcas personales | Mejores marcas personales |
| Distancia                 | Tiempo                    | Lugar                     | Fecha                     |
| ------------------------- | ------------------------- | ------------------------- | ------------------------- |
| 3000 m                    | 12:40.2                   | Saransk, Rusia            | 19 de junio de 2005       |
| 5000 m                    | 22:09.00                  | Saransk, Rusia            | 11 de junio de 2005       |
| 10 000 m                  | 43:45.16                  | Bydgoszcz, Polonia        | 9 de julio de 2008        |
| 10 km                     | 42:12                     | Sochi, Rusia              | 27 de febrero de 2015     |
| 20 000 m                  | 1h:35:09.8                | Penza, Rusia              | 16 de mayo de 2010        |
| 20 km                     | 1h:24:47                  | Sochi, Rusia              | 27 de febrero de 2015     |
| PC - Pista Cubierta       |                           |                           |                           |